# 2016 en boxe anglaise
| Années de la boxe anglaise : 2013 - 2014 - 2015 - 2016 - 2017 - 2018 - 2019    |
| Décennies de la boxe anglaise : 1980 - 1990 - 2000 - 2010 - 2020 - 2030 - 2040 |

Résumé de l'année 2016 en boxe anglaise.

## Boxe professionnelle

### Janvier
- 16/01/16 : Deontay Wilder (36-0, 35 KO), champion WBC poids lourds, bat par KO au 9e round Artur Szpilka (20-2, 15 KO).
- 16/01/16 : Vyacheslav Glazkov (21-1-1, 13 KO) perd sur blessure au 3e round contre Charles Martin (23-0-1, 21 KO) pour le titre vacant de champion IBF poids lourds.
- 23/01/16 : Danny García (32-0, 18 KO) bat aux points Robert Guerrero (33-4-1, 18 KO) et s'empare du titre vacant de champion WBC poids welters.
- 30/01/16 : Sergey Kovalev (29-0-1, 26 KO), champion WBA, IBF & WBO poids mi-lourds, bat par abandon à l'issue de la 7e reprise Jean Pascal (30-4-1, 17 KO).

### Février
- 12/02/16 : Pungluang Sor Singyu (52-3, 35 KO), champion WBO poids coqs, bat par décision technique au 7e round Jetro Pabustan (26-3-6, 7 KO).
- 20/02/16 : Felix Sturm (40-5-3, 18 KO) bat aux points Fedor Chudinov (14-1, 10 KO) pour le titre de champion WBA poids super-moyens.
- 27/02/16 : Carl Frampton (22-0, 14 KO), champion IBF poids super-coqs, bat aux points Scott Quigg (31-1-2, 23 KO) pour un combat de réunification des ceintures WBA & IBF.
- 27/02/16 : Julio Ceja (30-21, 27 KO) perd par arrêt de l'arbitre au 1er round contre Hugo Ruiz (36-3, 32 KO) pour le titre de champion WBC poids super-coqs.
- 27/02/16 : Léo Santa Cruz (32-0-1, 18 KO), champion WBA poids plumes, bat par arrêt de l'arbitre au 5e round Kiko Martínez (35-7, 26 KO).
- 27/02/16 : Terence Crawford (28-0, 20 KO), champion WBO poids super-légers, bat par arrêt de l'arbitre au 5e round Henry Lundy (26-6-1, 13 KO).

### Mars
- 03/03/16 : Wanheng Menayothin (41-0, 16 KO), champion WBC poids pailles, bat par arrêt de l'arbitre au 5e round Go Odaira (12-5-3, 1 KO).
- 04/03/16 : Shinsuke Yamanaka (25-0-2, 17 KO), champion WBC poids coqs, bat aux points Liborio Solís (23-4-1, 10 KO).
- 04/03/16 : Yu Kimura (18-3-1, 3 KO), champion WBC poids mi-mouches, perd son titre aux points contre Ganigan López (27-6, 17 KO).
- 12/03/16 : Terry Flanagan (30-0, 12 KO), champion WBO poids légers, bat aux points Derry Mathews (38-10-2, 20 KO).
- 19/03/16 : Hekkie Budler (29-2, 9 KO), champion WBA poids pailles, perd aux points contre Byron Rojas (17-2-3, 8 KO).
- 27/03/16 : Kell Brook (36-0, 25 KO), champion IBF poids welters, bat au 2d round Kevin Bizier (25-3, 17 KO).

### Avril
- 08/04/16 : Eduard Troyanovsky (24-0, 21 KO), champion IBF poids super-légers, bat par arrêt de l'arbitre au 7e round César René Cuenca (48-2, 2 KO).
- 09/04/16 : Charles Martin (23-1-1, 21 KO), champion IBF poids lourds, perd par KO au 2d contre Anthony Joshua (16-0, 16 KO).
- 09/04/16 : Arthur Abraham (44-5, 29 KO), champion WBO poids super-moyens, s'incline aux points face à Gilberto Ramírez (34-0, 24 KO).
- 09/04/16 : Lee Selby (23-1, 8 KO), champion IBF poids plumes, bat aux points Eric Hunter (21-4, 11 KO).
- 16/04/16 : Gary Russell Jr. (27-1, 16 KO), champion WBC poids plumes, bat par arrêt de l'arbitre au 2e round Patrick Hyland (31-2, 15 KO).
- 16/04/16 : José Pedraza (22-0, 12 KO), champion IBF poids super-plumes, bat aux points Stephen Smith (23-2, 13 KO).
- 16/04/16 : Krzysztof Głowacki (26-0, 16 KO), champion WBO poids lourds-légers, bat aux points Steve Cunningham (28-8-1, 13 KO).
- 23/04/16 : Carlos Cuadras (35-0-1, 29 KO), champion WBC poids super-mouches, bat par abandon à la fin du 8e round Richie Mepranum (31-5-1, 8 KO).
- 23/04/16 : Gennady Golovkin (35-0, 32 KO), champion WBA et IBF poids moyens, bat par arrêt de l'arbitre au 2e round  Dominic Wade (18-1, 12 KO).
- 23/04/16 : Román González (45-0, 38 KO), champion WBC poids mouches, bat aux points McWilliams Arroyo (16-3, 14 KO).
- 23/04/16 : Nonito Donaire (37-3, 24 KO), champion WBO poids super-coqs, bat par arrêt de l'arbitre au 3e round Zsolt Bedak (25-2, 8 KO).
- 27/04/16 : Takashi Uchiyama (24-1-1, 20 KO), champion WBA poids super-plumes, perd par KO au 2e round contre Jezreel Corrales (20-1, 8 KO).
- 27/04/16 : Kohei Kono (32-8-1, 13 KO), champion WBA poids super-mouches, s'impose aux points face à Inthanon Sithchamuang (28-8-1, 17 KO).
- 27/04/16 : Ryoichi Taguchi (24-2-1, 11 KO), champion WBA poids mi-mouches, bat par abandon au 11e round Juan Jose Landaeta (27-9-1, 21 KO).
- 30/04/16 : Badou Jack (20-1-2, 12 KO), champion WBC poids super-moyens, fait match nul contre Lucian Bute (32-3-1, 25 KO).
- 30/04/16 : James DeGale (23-1, 14 KO), champion IBF poids super-moyens, bat aux points Rogelio Medina (36-7, 130 KO).

### Mai
- 07/05/16 : Anthony Crolla (31-4-3, 13 KO), champion WBA poids légers, bat par KO au 7e round Ismael Barroso (19-1-2, 18 KO).
- 07/05/16 : Saúl Álvarez (47-1-1, 33 KO), champion WBC poids moyens, bat par KO au 6e round Amir Khan (31-4, 19 KO).
- 08/05/16 : Akira Yaegashi (24-5, 12 KO), champion IBF poids mi-mouches bat aux points Martin Tecuapetla (13-7-3, 10 KO).
- 08/05/16 : Naoya Inoue (10-0, 8 KO), champion WBO poids super-mouches bat aux points David Carmona (20-3-5, 8 KO).
- 14/05/16 : Lee Haskins (33-3, 14 KO) bat aux points Ivan Morales (29-2, 17 KO) pour le titre de champion IBF poids coqs.
- 21/05/16 : Denis Lebedev (29-2, 22 KO), champion WBA poids lourds-légers, bat par arrêt de l'arbitre à la 2ereprise Victor Emilio Ramírez (22-3-1, 17 KO), champion IBF.
- 21/05/16 : Erislandy Lara (23-2-2, 13 KO) bat aux points Vanes Martirosyan (36-3-1, 21 KO) pour le titre de champion WBA poids super-welters.
- 21/05/16 : Jermall Charlo (24-0, 18 KO), champion IBF poids super-welters, bat aux points Austin Trout (30-3, 17 KO).
- 21/05/16 : Jermell Charlo (28-0, 13 KO) bat par KO au 8e round John Jackson (20-3, 15 KO) et s'empare du titre vacant de champion WBC poids super-welters.
- 25/05/16 : Amnat Ruenroeng (17-1, 5 KO), champion IBF poids mouches, perd sa ceinture par KO au 4e round contre John Riel Casimero (22-3, 14 KO).
- 28/05/16 : Donnie Nietes (38-1-4, 22 KO), champion WBO poids mi-mouches, bat par abandon à l'issue de la 5e reprise Raúl García Hirales (38-4-1, 23 KO).
- 28/05/16 : Ricky Burns (40-5-1, 14 KO), bat par arrêt de l'arbitre au 8e round  Michele Di Rocco (40-2-1, 18 KO) pour le titre vacant de champion WBA poids super-légers.
- 29/05/16 : Tony Bellew (27-2-1, 17 KO), bat par arrêt de l'arbitre au 3e round  Ilunga Makabu (19-2, 18 KO) pour le titre vacant de champion WBC poids lourds-légers.

### Juin
- 03/06/16 : Rancés Barthelemy (25-0, 13 KO), champion IBF poids légers, bat aux points Mickey Bey (22-2-1, 10 KO).
- 04/06/16 : Liam Smith (23-0-1, 13 KO), champion WBO poids super-welters, bat par KO au 2e round Predrag Radosevic (30-2, 11 KO).
- 04/06/16 : Francisco Vargas (23-0-2, 17 KO), champion WBC poids super-plumes, fait match nul contre Orlando Salido (43-13-4, 30 KO).
- 11/06/16 : Dejan Zlaticanin (22-0, 15 KO) remporte le titre vacant de champion WBC poids légers après sa victoire par arrêt de l'arbitre au 3e round contre Franklin Mamani (21-3-1, 12 KO).
- 11/06/16 : Román Martínez (29-3-3, 17 KO), champion WBO poids super-plumes, perd par arrêt de l'arbitre au 5e round contre Vasyl Lomachenko (6-1, 4 KO).
- 18/06/16 : Juan Carlos Payano (17-1, 8 KO), champion WBA poids coqs, perd aux points contre Rau'shee Warren (14-1, 4 KO).
- 25/06/16 : Keith Thurman (27-0, 22 KO), champion WBA poids welters, bat aux points Shawn Porter (26-2-1, 16 KO).
- 25/06/16 : Anthony Joshua (17-0, 7 KO), champion IBF poids lourds, bat par KO au 7e round Dominic Breazeale (17-1, 15 KO).
- 29/06/16 : Byron Rojas (17-3-3, 8 KO), champion WBA poids pailles, s'incline aux points contre Knockout CP Freshmart (13-0, 6 KO).

### Juillet
- 01/07/16 : José Argumedo (17-3-1, 9 KO), champion IBF poids pailles, bat aux points Julio Mendoza (11-5, 3 KO).
- 02/07/16 : Ganigan López (28-6, 17 KO), champion WBC poids mi-mouches, bat aux points Jonathan Taconing (22-3-1, 18 KO).
- 11/07/16 : Sergey Kovalev (30-0-1, 27 KO), champion WBA, IBF & WBO poids mi-lourds, bat aux points Isaac Chilemba (24-4-2, 10 KO).
- 16/07/16 : Guillermo Rigondeaux (17-0, 11 KO), champion WBA poids super-coqs, bat au 2d round James Dickens (22-2, 7 KO).
- 16/07/16 : Terry Flanagan (31-0, 12 KO), champion WBO poids légers, bat aux points Mzonke Fana (38-10, 16 KO).
- 16/07/16 : Deontay Wilder (37-0, 36 KO), champion WBC poids lourds, bat par abandon à l'issue du 8e round Chris Arreola (36-5-1, 31 KO).
- 20/07/16 : Jonathan Guzmán (22-0, 22 KO) bat par arrêt de l'arbitre au 11e round Shingo Wake (20-5-2, 12 KO) pour le titre vacant de champion IBF poids super-coqs.
- 23/07/16 : Terence Crawford (29-0, 20 KO), champion WBO poids super-légers, bat aux points Viktor Postol (28-1, 12 KO), champion WBC.
- 23/07/16 : Óscar Valdez (20-0, 18 KO) bat par arrêt de l'arbitre au 2d round Matias Carlos Adrian Rueda (26-1, 23 KO) et s'empare du titre vacant de champion WBO poids plumes.
- 27/07/16 : Pungluang Sor Singyu (52-4, 35 KO), champion WBO poids coqs, s'incline par KO au 11e round contre Marlon Tapales (29-2, 12 KO).
- 29/07/16 : Adonis Stevenson (28-1, 23 KO), champion WBC poids mi-lourds, bat par KO au 4e round Thomas Williams Jr (20-2, 14 KO).
- 30/07/16 : Léo Santa Cruz (32-1-1, 18 KO), champion WBA poids plumes, perd aux points contre Carl Frampton (23-0, 14 KO).

### Août
- 02/08/16 : Wanheng Menayothin (43-0, 17 KO), champion WBC poids pailles, bat aux points Saul Juarez (23-5-1, 12 KO).
- 20/08/16 : Katsunari Takayama (31-8, 12 KO) bat aux points sur décision technique rendue au 6e round  Riku Kano (10-1-1, 5 KO) pour le titre vacant de champion WBO poids pailles.
- 31/08/16 : Kohei Kono (32-9-1, 13 KO), champion WBA poids super-mouches, s'incline aux points contre Luis Concepción (35-4, 24 KO).

### Septembre
- 03/09/16 : McJoe Arroyo (17-1, 8 KO), champion IBF poids super-mouches, perd aux points contre Jerwin Ancajas (25-1-1, 16 KO).
- 04/09/16 : Naoya Inoue (11-0, 9 KO), champion WBO poids super-mouches, bat par KO au 10e round contre Karoon Jarupianlerd (38-8-1, 18 KO).
- 09/09/16 : Robert Easter Jr. (18-0, 14 KO) bat aux points Richard Commey (24-1, 22 KO) pour le titre vacant de champion IBF poids légers.
- 09/09/16 : Eduard Troyanovsky (25-0, 22 KO), champion IBF poids super-légers, bat par arrêt de l'arbitre au 2e round  Riku Kano (10-2-1, 5 KO).
- 10/09/16 : Gennady Golovkin (36-0, 33 KO), champion WBC & IBF poids moyens, bat par jet de l'éponge au 5e round Kell Brook (36-1, 25 KO).
- 10/09/16 : Lee Haskins (34-3, 14 KO), champion IBF poids coqs, bat aux points Stuart Hall (20-5-2, 7 KO).
- 10/09/16 : Carlos Cuadras (35-1-1, 27 KO), champion WBC poids super-mouches, perd aux points contre Román González (46-0, 38 KO).
- 10/09/16 : John Riel Casimero (23-3, 15 KO), champion IBF poids mouches, bat par arrêt de l'arbitre au 10e round Charlie Edwards (8-1, 3 KO).
- 17/09/16 : Krzysztof Głowacki (26-1, 16 KO), champion WBO poids lourds-légers, s'incline aux points contre Oleksandr Usyk (10-0, 9 KO).
- 17/09/16 : Liam Smith (23-1-1, 13 KO), champion WBO poids super-welters, perd son titre par KO au 9e round contre Saul Alvarez (48-1-1, 34 KO).
- 24/09/16 : Anthony Crolla (31-5-3, 13 KO), champion WBA poids légers, perd aux points contre Jorge Linares (41-3, 27 KO).

### Octobre
- 07/10/16 : Ricky Burns (41-5-1, 14 KO), champion WBA poids super-légers, bat aux points Kiryl Relikh (21-1, 19 KO).
- 15/10/16 : Tony Bellew (28-2-1, 18 KO), champion WBC poids lourds-légers, bat par arrêt de l'arbitre au 3e round BJ Flores (32-3-1, 20 KO).

### Novembre
- 05/11/16 : Manny Pacquiao (59-6-2, 38 KO) bat aux points Jessie Vargas (27-1, 10 KO) pour le titre de champion WBO poids welters.
- 05/11/16 : Nonito Donaire (37-4, 24 KO), champion WBO poids super-coqs, perd son titre aux points contre Jessie Magdaleno (24-0, 17 KO).
- 05/11/16 : Óscar Valdez (21-0, 19 KO), champion WBO poids plumes, bat par arrêt de l'arbitre au 7e round Hiroshige Osawa (30-4-4, 19 KO).
- 05/11/16 : Zou Shiming (9-1, 2 KO) bat aux points Prasitsak Phaprom (39-2-2, 24 KO) et s'empare du titre vacant de champion WBO poids mouches.
- 05/11/16 : Tyron Zeuge (19-0-1, 11 KO) bat aux points Giovanni De Carolis (24-7-1, 12 KO) et s'empare du titre de champion WBA poids super-moyens.
- 12/11/16 : José Argumedo (19-3-1, 11 KO), champion IBF poids pailles, bat par KO au 3e round Jose Antonio Jimenez (17-6-1, 7 KO).
- 19/11/16 : Sergey Kovalev (30-1-1, 26 KO), champion WBA, IBF et WBO poids mi-lourds, s'incline aux points contre Andre Ward (31-0, 15 KO).
- 26/11/16 : Vasyl Lomachenko (7-1, 5 KO), champion WBO poids super-plumes, bat par abandon à l'issue du 7e round Nicholas Walters (26-1-1, 21 KO).
- 26/11/16 : Terry Flanagan (32-0, 13 KO), champion WBO poids légers , bat par arrêt de l'arbitre au 8e round Orlando Cruz (25-8-1, 13 KO).

### Décembre
- 03/12/16 : Billy Joe Saunders (24-0, 12 KO), champion WBO poids moyens, bat aux points Artur Akavov (16-2, 7 KO).
- 03/12/16 : Denis Lebedev (29-3, 22 KO), champion IBF poids lourds-légers, perd aux points contre Murat Gassiev (24-0, 17 KO).
- 03/12/16 : Eduard Troyanovsky (25-1, 22 KO), champion IBF poids super-légers, perd par KO au 1er round contre Julius Indongo (21-0, 11 KO).
- 10/12/16 : Anthony Joshua (18-0, 18 KO), champion IBF poids lourds, bat par arrêt de l'arbitre au 3e round Carlos Molina (25-4, 19 KO).
- 10/12/16 : Terence Crawford (30-0, 21 KO), champion WBC et WBO poids super-légers, bat par arrêt de l'arbitre au 8e round John Molina Jr. (29-7, 23 KO).
- 10/12/16 : Jermall Charlo (25-0, 19 KO), champion IBF poids super-welters, bat par KO au 5e round Julian Williams (22-1-1, 14 KO).
- 10/12/16 : Luis Concepción (35-5 24 KO), champion WBA poids super-mouches, perd aux points contre Khalid Yafai (21-0, 14 KO).
- 10/12/16 : Joseph Parker (22-0, 18 KO) bat aux points Andy Ruiz Jr. (29-1, 19 KO) et remporte le titre vacant de champion WBO poids lourds.
- 14/12/16 : Knockout CP Freshmart (14-0 6 KO), champion WBA poids pailles, bat aux points Shin Ono (19-8-3, 3 KO).
- 17/12/16 : Oleksandr Usyk (11-0, 10 KO), champion WBO poids lourds-légers bat KO au 9e round Thabiso Mchunu (17-3, 11 KO).
- 30/12/16 : Naoya Inoue (12-0, 10 KO), champion WBO poids super-mouches, bat par arrêt de l'arbitre au 6e round Kohei Kono (32-10-1, 13 KO).
- 30/12/16 : Akira Yaegashi (25-5, 13 KO), champion IBF poids mi-mouches, bat par arrêt de l'arbitre au 12e round Wittawas Basapean (31-6, 12 KO).
- 31/12/16 : Kazuto Ioka (21-1, 13 KO), champion WBA poids mouches, bat par arrêt de l'arbitre au 7e round Yutthana Kaensa (15-1, 6 KO).
- 31/12/16 : Ryoichi Taguchi (25-2-12, 11 KO), champion WBA poids mi-mouches, fait match nul contre Carlos Canizales (16-0-1, 13 KO).
- 31/12/16 : Jezreel Corrales (21-1, 8 KO), champion WBA poids super-plumes, bat aux points Takashi Uchiyama (24-2-1, 20 KO).
- 31/12/16 : Jonathan Guzman (22-1, 22 KO), champion IBF poids super-coqs, perd aux points face à Yukinori Oguni (19-1-1, 7 KO).
- 31/12/16 : Kōsei Tanaka (8-0, 5 KO) bat par arrêt de l'arbitre au 5e round Moisés Fuentes (24-3-1, 13 KO) et remporte le titre vacant de champion WBO poids mi-mouches.

## Boxe amateur
- Du 6 août au 21 août : compétitions de boxe aux Jeux olympiques de Rio.

## Principaux décès
- 10 avril : Henryk Średnicki, boxeur polonais, champion du monde de boxe amateur en 1978 dans la catégorie des poids mouches, 61 ans[1].
- 3 juin : Mohamed Ali, boxeur américain, champion du monde des poids lourds WBA (1964, 1967, 1974, 1978) et WBC (1964, 1974), 74 ans[1].
- 2 juillet : Carlos Hernández, boxeur vénézuélien, champion du monde des poids super-légers WBA et WBC (1965), 76 ans[2].
- 6 août : José Becerra, boxeur mexicain, champion du monde des poids coqs (1959), 80 ans.
- 7 septembre : Bobby Chacon, boxeur américain champion du monde des poids plumes WBC (1974) et super-plumes WBC (1982), 64 ans[3].
- 9 octobre : Aaron Pryor, boxeur américain champion du monde des poids super-légers WBA (1980) et IBF (1984), 60 ans[4].

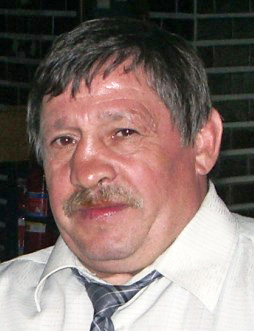
Henryk Srednicki en 2007
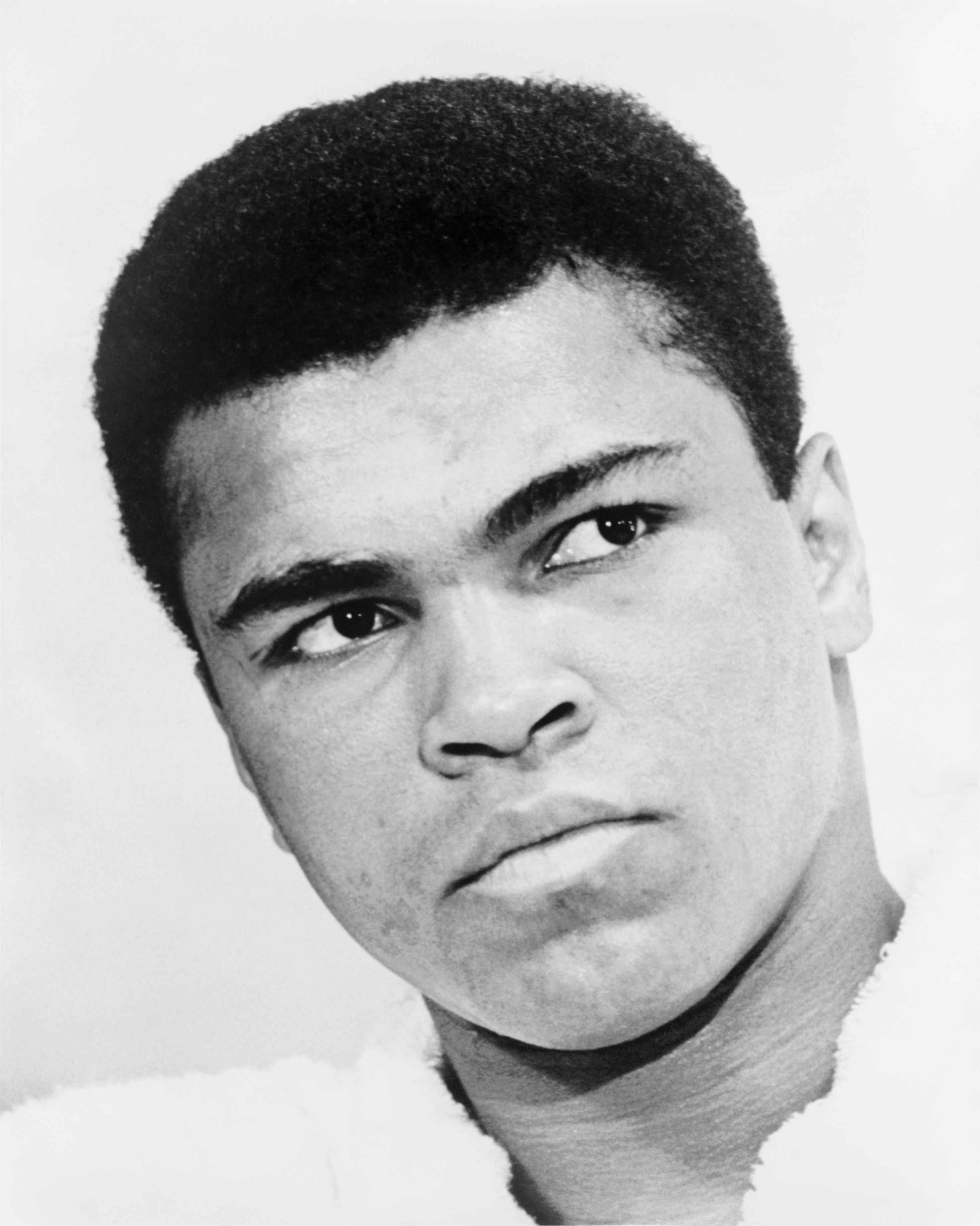
Mohamed Ali en 1967 (25 ans)